# Norsta Aurar
Norsta Aurar är en långsträckt sandstrand på Avanäs, på Fårös nordöstra spets.
Stranden sträcker sig från Skärsändan till Holmudden med Fårö fyr. Stranden är ovanligt konvex, vilket gör vattnet kallare än på andra stränder på Fårö. Norsta Aurar är ett populärt tillhåll för nakenbadare.